# Trachycera
Trachycera är ett släkte av fjärilar som beskrevs av Émile Louis Ragonot 1893. Trachycera ingår i familjen mott.
Kladogram enligt Catalogue of Life och Dyntaxa:
| Trachycera | \| \| Trachycera caliginella \| \| \| \| \| \| Trachycera dichromella \| \| \| \| \| \| Trachycera hollandella \| \| \| \| \| \| Trachycera nipponella \| \| \| \| \| \| Trachycera pallicornella \| \| \| \| \| \| Trachycera paradichromella \| \| \| \| \| \| Trachycera pseudodichromella \| \| \| \| \| \| Snedbandat slånmott Trachycera suavella (Enligt Dyntaxa tillhör arten istället släktet Acrobasis) \| \| \| \| \| \| Trachycera vicinella \| \| \| \| \| \| Trachycera yakushimensis \| \| \| \| |
|            | \| \| Trachycera caliginella \| \| \| \| \| \| Trachycera dichromella \| \| \| \| \| \| Trachycera hollandella \| \| \| \| \| \| Trachycera nipponella \| \| \| \| \| \| Trachycera pallicornella \| \| \| \| \| \| Trachycera paradichromella \| \| \| \| \| \| Trachycera pseudodichromella \| \| \| \| \| \| Snedbandat slånmott Trachycera suavella (Enligt Dyntaxa tillhör arten istället släktet Acrobasis) \| \| \| \| \| \| Trachycera vicinella \| \| \| \| \| \| Trachycera yakushimensis \| \| \| \| |
|            | Trachycera caliginella |
|            | |
|            | Trachycera dichromella |
|            | |
|            | Trachycera hollandella |
|            | |
|            | Trachycera nipponella |
|            | |
|            | Trachycera pallicornella |
|            | |
|            | Trachycera paradichromella |
|            | |
|            | Trachycera pseudodichromella |
|            | |
|            | Snedbandat slånmott Trachycera suavella (Enligt Dyntaxa tillhör arten istället släktet Acrobasis) |
|            | |
|            | Trachycera vicinella |
|            | |
|            | Trachycera yakushimensis |
|            | |